# Protektor (pneu)

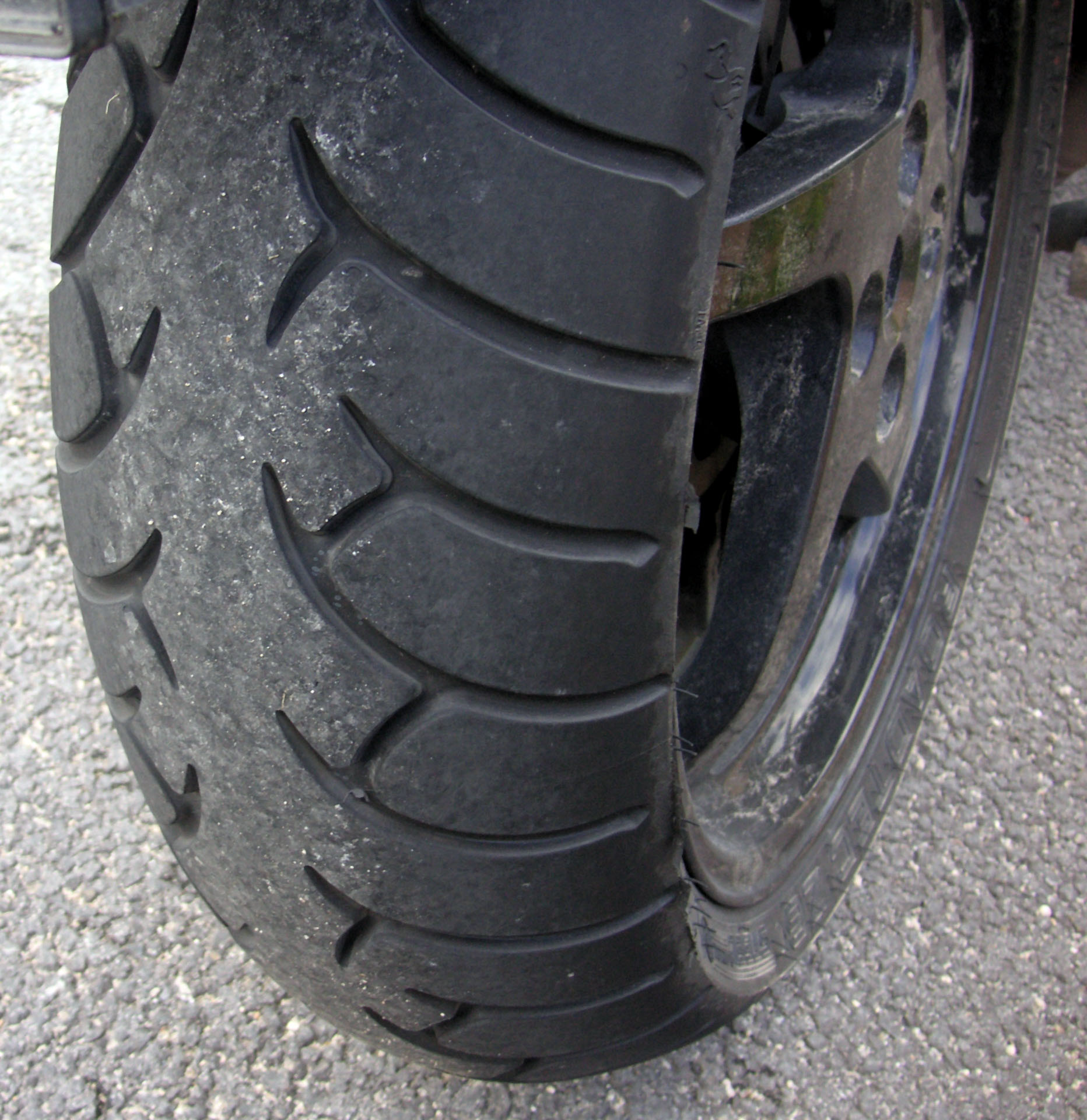
Pneumatika

Protektor je označení pro renovovanou pneumatiku.
Protektorování ojeté pneumatiky prodlužuje její životnost při kvalitativně podobných jízdních vlastnostech a zároveň jde o ekologickou recyklaci pneumatiky.

## Postup za tepla
1. Kontrola poškození, stáří aj.
2. Odstranění starého dezénu a bočních popisů
3. Nanesení spojovacího roztoku na obroušenou pneumatiku a dále i nového nezvulkanizovaného kaučukového materiálu
4. Výlis nového dezénu při tlaku 15 atmosfér a teplotě 145 °C
5. Odstranění přetoků z lisování a opětovná kontrola